# Mitch Ryder
William S. Levise, Jr (26 de febrero de 1945), más conocido por su nombre artístico Mitch Ryder, es un cantante y guitarrista estadounidense. Ha grabado una gran cantidad de discos como solista y junto a su banda, The Detroit Wheels.

## Discografía

### Mitch Ryder & the Detroit Wheels
- 1966 Take A Ride (New Voice)
- 1966 Breakout! (New Voice)
- 1967 Sock It To Me (New Voice)
- 1967 All Mitch Ryder Hits (New Voice)
- 1967 All The Heavy Hits (Crewe)
- 1968 Mitch Ryder Sings The Hits (New Voice)

### Mitch Ryder
- 1967 What Now My Love (Dynovoice)
- 1969 The Detroit/Memphis Experiment (con Booker T and the MGs)
- 1979 How I Spent My Vacation (Line)
- 1980 Naked But Not Dead (Line)
- 1981 Live Talkies (Line)
- 1981 Got Change for a Million (Line)
- 1981 Look Ma, No Wheels (Quality)
- 1981 Greatest Hits (Quality)
- 1982 Smart Ass (Line)
- 1983 Never Kick a Sleeping Dog (Line)
- 1985 Legendary Full Moon Concert (Line)
- 1986 In The China Shop (Line)
- 1988 Red Blood, White Mink (Line)
- 1990 The Beautiful Toulang Sunset (Line)
- 1992 La Gash (Line)
- 1992 Live at the Logo Hamburg (Line)
- 1994 Rite of Passage (with Engerling) (Line)
- 1999 Monkey Island (Line)
- 2003 The Old Man Springs a Boner (with Engerling) (Buschfunk)
- 2004 A Dark Caucasian Blue (with Engerling) (Buschfunk)
- 2006 The Acquitted Idiot (with Engerling) (Buschfunk)
- 2008 You Deserve My Art (with Engerling) (Buschfunk)
- 2009 Detroit Ain't Dead Yet
- 2009 Air Harmonie (with Engerling) (Buschfunk)
- 2012 The Promise
- 2013 It's killing me (live 2012) (with Engerling) (Buschfunk)
- 2017 Stick this in your ear (Buschfunk)
- 2018 Christmas (Take a Ride) (Cleopatra)
- 2019 The Blind Squirrel Finds A Nut (Buschfunk)
- 2019 Detroit Breakout! (Cleopatra)
- 2023 Georgia Drift (Buschfunk)

### Detroit Featuring Mitch Ryder
- 1971 Detroit (Paramount/MCA)